# Christian Riganò
Christian Riganò (Lipari, 25 de maig de 1974) és un futbolista italià, que ocupa la posició de davanter.

## Trajectòria
Comença la seua carrera al modest Lipari, on es guanya la reputació de golejador. El 1997 marxa al Messina, de la Serie D, però no acaba de quallar. Els dos anys següents recala al Igea Virtus, també d'esta categoria i on marca 28 gols. L'any 2000 fitxa pel Taranto Sport, on es converteix en una peça clau en l'ascens a la C1, sent el màxim golejador d'esta categoria la temporada 01/02.
Això li obri les portes de l'Florentia Viola. L'equip toscà estava per aquell temps a la C2. El davanter marca 30 gols en 32 partits, i a la següent campanya, 23 en 44 partits, que ajuden al seu equip a un doble ascens a la Serie A. A mitjans de la temporada 05/06 és cedit a l'Empoli FC.
L'agost del 2006 retorna al Messina, on qualla una bona temporada, 19 gols en 26 partits, sent el tercer màxim golejador de la Serie A. Cal tindre en compte que per lesió es va perdre tres mesos de competició. La temporada 07/08 marxa al Llevant UE, de la primera divisió espanyola. No qualla a l'equip valencià, que serà cuer. Al mercat d'hivern a més a més, és cedit al Siena.
De nou a Itàlia, milita en clubs com la Ternana, de la Lega Pro Prima Divisione, US Cremonese, Vittoria i Sambenedettese.